# Waymadda
Genre
Waymadda est un genre d'araignées aranéomorphes de la famille des Salticidae.

## Distribution
Les espèces de ce genre sont endémiques de Nouvelle-Guinée orientale en Papouasie-Nouvelle-Guinée,.

## Liste des espèces
Selon World Spider Catalog (version 21.5, 25/11/2020) :
- Waymadda enduwa Szűts, Zhang, Gallé-Szpisjak & De Bakker, 2020
- Waymadda rufa (Maddison, 2009)

## Étymologie
Ce genre est nommé en l'honneur de Wayne P. Maddison.

## Publication originale
- Szűts, Zhang, Gallé-Szpisjak & De Bakker, 2020 : « Jumping spiders (Araneae: Salticidae) of the Papua New Guinean Mount Wilhelm and surrounding mountains. Insects of Mount Wilhelm, Papua New Guinea - volume 2. » Mémoires du Muséum national d’Histoire naturelle, vol. 214, p. 521-555.